# Tipula (Trichotipula) sayloriana
Tipula (Trichotipula) sayloriana is een tweevleugelige uit de familie langpootmuggen (Tipulidae). De soort komt voor in het Nearctisch gebied.